# 汤原曲腹蛛
汤原曲腹蛛（学名：Cyrtarchne yunoharuensis）为园蛛科曲腹蛛属的动物。分布于日本以及中国大陆的湖南、福建、云南等地，多栖息于山林植物叶被面和林旁芭茅草丛中。该物种的模式产地在日本。